# 캄파멘토역
캄파멘토역(스페인어: Campamento)은 마드리드 지하철 5호선의 역이다. 마드리드 라티나 구 알루체 지역의 파드레 피케르 대로 지하에 위치해 있다. 요금구역상으로는 A구역에 속한다.

## 역사
역 자체는 1961년 4월 1일 카라반첼-차마르틴 FC 교외선의 개통과 함께 지어져 영업에 들어갔다. 1981년 12월 17일부로 FC 교외선이 마드리드 지하철 10호선에 편입되면서 지하철역으로 전환되었으며, 2002년 10월 22일부터 10호선의 카사 데 캄포 (당시 예정역) - 알루체 구간이 5호선으로 다시 편입되면서 지금의 5호선 역이 되었다.
참고로 이 역을 따라 이어지는 철도 터널은 마드리드에서 가장 오래된 터널 중 하나인데 원래는 마드리드 도심과 라티나 일대를 잇는 지하 군사시설로 지어졌기 때문이다. 카라반첼부터 차마르틴 데 라 로사까지의 옛 교외선도 해당 지하터널을 따라서 지어진 바 있다. 2010년 6월 28일에는 엠팔메 역과 캄파멘토 역 사이에 새로운 터널이 지어졌다.

## 환승 정보
역 주변에 시내버스 정류장이 여섯 곳 있다. 다만 시내버스보다는 시외버스 노선이 상당히 많이 다닌다.
버스
- 시내버스
  - 36, 39, 121, 131, H번 노선 (주간)
  - N19번 노선 (야간)
- 시외버스
  - 495, 511, 512, 513, 514, 516, 518, 521, 522, 523, 524, 528, 534, 539, 541, 545, 546, 547, 548, 551, 560, 562, 563, 564, 573, 581번 노선 (주간)
  - N501, N502, N503, N504, N905번 노선 (야간)

지하철
| 마드리드 지하철           | 마드리드 지하철       | 마드리드 지하철 |
| ------------------------- | --------------------- | --------------- |
| 엠팔메 알라메다 데 오수나 | 마드리드 지하철 5호선 | 카사 데 캄포    |